# بيير بويويا
بيير بويويا (بالفرنسية: Pierre Buyoya)‏ (و. 1949 – م) هو سياسي، وعسكري محترف من بوروندي .

## روابط خارجية
- بيير بويويا على موقع الموسوعة البريطانية (الإنجليزية)
- بيير بويويا على موقع مونزينجر (الألمانية)